# Косел
 Тази статия е за селото в Северна Македония.  За градчето в Шлезвиг-Холщайн, Германия вижте Косел (Германия).  
Косел (на македонска литературна норма: Косел) е село в община Охрид на Северна Македония.

## География
Селото е разположено на 9 километра северно от Охрид, по пътя Охрид - Битоля на Коселската река. Традиционно се дели на две махали – Горни и Долни Косел.

## История
Североизточно над селото е укрепеното селище от Бронзовата епоха Градище.
В „Етнография на вилаетите Адрианопол, Монастир и Салоника“, издадена в Константинопол в 1878 година и отразяваща статистиката на населението от 1873 година Горни Косел (Gorni-Kossel) е посочено като село с 35 домакинства с 98 жители българи, а Долни Косел (Kossel-dolni) има 10 домакинства с 46 жители българи.
Според статистиката на Васил Кънчов („Македония. Етнография и статистика“) от 1900 година Горни Косел има 300, а Долни Косел - 30 жители, всички българи.
На Етнографската карта на Битолския вилает на Картографския институт в София от 1901 година Долни Косел е чисто българско село в Охридската каза на Битолския санджак с 3 къщи, а Горни Косел също чисто българско с 40 къщи.
В началото на XX век цялото население на Косел е под върховенството на Българската екзархия. По данни на секретаря на екзархията Димитър Мишев („La Macédoine et sa Population Chrétienne“) в 1905 година в Горни Косел има 320, а в Долни Косел – 240 българи екзархисти.
При избухването на Балканската война в 1912 година 4 души от Горни и Долни Косел са доброволци в Македоно-одринското опълчение.
По време на българското управление във Вардарска Македония в годините на Втората световна война, Христо Кл. Момиров от Охрид е български кмет на Горни Косел от 9 август 1941 година до 5 ноември 1942 година. След това кметове са Войдан Бимбилов от Велмей (30 октомври 1942 - 23 декември 1942) и Христо Ив. Паунчев от Охрид (23 декември 1942 - 9 септември 1944). На 24 май 1942 година в Горни Косел е основано читалище „Григор Пърличев“ с председател Христо Момиров и секретар - Банчо Николов.
Според преброяването от 2002 година селото има 586 жители.
| Националност     | Всичко |
| северномакедонци | 576    |
| албанци          | 0      |
| турци            | 0      |
| роми             | 0      |
| власи            | 0      |
| сърби            | 6      |
| бошняци          | 0      |
| други            | 4      |

През февруари 2004 г. в селата Косел и Лескоец е проведен референдум за отделянето на двете селища в отделна община с център по-голямото село Лескоец, но референдумът в Лескоец пропада, заради ниска избирателна активност - под 30% от имащите право на глас.
Старата църква „Свети Никола“ е от XV век. Централната парохийска църква „Свети Никола“ е изградена до старата в 1974-1975 година. Иконостасът и живописта са дело на зографа Доне Доневски от село Гари. Осветена е от митрополит Методий Дебърско-Кичевски. На 14 май 1989 година владиката Тимотей Дебърско-Кичевски осветява темелния камък, а на 1 август 2000 година и готовата църква „Свети Илия“. Живописта е дело на Тони Милцов от Охрид. На 8 септември 1996 година владиката Тимотей осветява темелния камък, а на 26 октомври 2004 година и готовата църква „Света Неделя“. Живописта е дело на Тони Милцов от Охрид, а резбованият иконостас е изработен в ЕМО – Охрид. На 13 юни 2006 година е осветен темелният камък на църквата „Св. св. Петър и Павел“. В селото има и неосветен параклис „Свети Йоан Кръстител“ от 1970 година.

## Личности
Родени в Косел
- Блаже, войвода на четата от Косел през Илинденско-Преображенското въстание през лятото на 1903 година[12]
- Милош Линдро (р. 1952), северномакедонски писател
- Трайко Наумов, македоно-одрински опълченец, 17-годишен, 3 рота на 6 охридска дружина, ранен, носител на орден „За храброст“ IV степен[13]